# Jarosław Niewierowicz
Jarosław Niewierowicz (lit. Jaroslav Neverovič; * 4. April 1976 in Vilnius) ist ein litauischer Manager polnischer Herkunft, ehemaliger Diplomat (2001–2006) und Politiker, Vizeminister für Außen (2006–2008) und Energieminister (2012–2014).

## Leben
2001 absolvierte Niewierowicz das Masterstudium für internationale Beziehungen an der Szkoła Główna Handlowa in Warschau. Von 1999 bis 2001 arbeitete er als Projektleiter in der „Citibank“ (in Polen). Von 2001 bis 2004 arbeitete  Neverovičius in der litauischen Botschaft in Washington, von 2004 bis 2005 in der Abteilung für Sicherheitspolitik und von 2005 bis 2006 als 3. Sekretär in der EU-Abteilung im Außenministerium Litauens. Vom November 2008 bis Dezember 2012 war er Vorstandsvorsitzender von „LitPolLink“.

## Politik

### Außenvizeminister
Von 2006 bis 2008 war er Vizeminister, Stellvertreter des Außenministers Petras Vaitiekūnas im Kabinett Kirkilas (in der 14. litauischen Regierung ab 1990).

### Energieminister
Vom 13. Dezember 2012 bis zum 25. August 2014 war er Energieminister Litauens im Kabinett Butkevičius. Am 19. August 2014 schlug der Ministerpräsident der litauischen Präsidentin vor, den Energieminister zu entlassen, da er seine Parteikollegin Renata Cytacka zur Vizeministerin am 18. August 2014 auf Druck der Partei LLRA (unter der Leitung von Valdemar Tomaševski) ohne Abstimmung mit dem Ministerpräsidenten Algirdas Butkevičius nach der Wiederwahl der litauischen Präsidentin Dalia Grybauskaitė wiederholt ernannte. Grybauskaitė unterschrieb den Entlassungsdekret schon am nächsten Tag (am 19. August 2014). Niewierowicz hatte danach Urlaub und blieb als Minister bis zum 25. August 2014 im Amt.
Niewierowicz ist Mitglied der propolnischen Partei Lietuvos lenkų rinkimų akcija (LLRA).

## Familie
Niewierowicz ist verheiratet und hat einen Sohn.